# Адам Айда
Адам Айда (англ. Adam Idah, нар. 11 лютого 2001, Корк, Ірландія) — ірландський футболіст, нападник шотландського клубу «Селтік» та національної збірної Ірландії.

## Ігрова кар'єра

### Клубна
Адам Айда з шести років починав тренуватися у футбольній академії «Колледж Корінтіанс». Провівши десять років в академії, у 2017 році футболіст перебрався до молодіжної команди англійського клубу «Норвіч Сіті».
У серпні 2019 року нападник зіграв першу гру в основі «Норвіча», коли вийшов в основі на матчі Кубка Ліги. А 1 січня 2020 року Айда дебютував у матчах Прем'єр-ліги. А вже 4 січня у матчі Кубку Англії проти «Престон Норд Енд» Айда відмітився хет-триком.

### Збірна
З 2016 року Адам Айда виступав за юнацькі збірні Ірландії всіх вікових категорій.
3 вересня 2020 року у матчі проти команди Болгарії Айда дебютував у складі національної збірної Ірландії.

## Досягнення
Норвіч Сіті
- Переможець Чемпіоншип: 2020–21

Селтік
- Володар Кубка Шотландії (1): 2023–24[7]
- Володар Кубка шотландської ліги (1): 2024–25[8]
- Чемпіон Шотландії (2): 2023–24, 2024-25

## Особисте життя
Адам Айда народився в інтернаціональній родині. Його батько — нігерієць за походженням. Мати — ірландка.